# Seznam písní Petra Hanzelyho
Tento seznam písní je seznamem písňové tvorby hudebního skladatele Petra Hanzelyho.
Interpret je uváděný původní (na prvním místě) nebo nejvýznamnější, nebo nejznámější interpret dané písně.

## C
- Cikán – Marie Rottrová (text Vladimír Čort) – 1972

## Č
- Čardáš dvoch sŕdc – Karol Duchoň (text Ľuboš Zeman)[1]

## H
- Hrám – Karol Duchoň (text Ján Štrasser)

## J
- Já jsem tu, já – Hana Zagorová (text Jaroslav Navrátil) – 1981[2]

## K
- Kraj podbeľov – Jana Kocianová (text Boris Droppa)
- Kúzelnička (text Pavel Cmíral) [3]

## M
- Mám ľudí rád – Karol Duchoň (text Ľuboš Zeman)
- Mám ťa stále rád – Peter Stašák (text Jozef Augustin Štefánik)
- Mám v očích zrnka pepře – Marie Rottrová (text Jaromír Nohavica)[4]
- Můj nejdražší – Lenka Chmelová (text Jaroslav Machek)

## O
- Oheň a struny – Hana Zagorová (text Pavel Žák) – 1976

## P
- Pieseň pre teba – Karol Duchoň (text Ľuboš Zeman) – 1975
- Počestní nečestní – Hana Zagorová (text Pavel Žák) – 1982
- Polštářky – Petr Spálený (text Eduard Pergner) – 1976
- Pozrel som sa späť – Dušan Grúň (text Milan Dunajský)
- Príď – Dušan Grúň (text Milan Dunajský)
- První snídaně – Petr Rezek (text Pavel Žák)
- Přání – Hana Zagorová & Stanislav Hložek (text Pavel Žák) – 1985 [5][6]

## S
- Sám – Petr Rezek (text Michael Prostějovský) [7]
- Slovensko plné krás – Ján Greguš (text Ján Greguš)

## Š
- Šumí Dunaj – Prognóza (text Gustáv Hupka) – 1978

## T
- To jsi ty – Hana Zagorová (text Pavel Žák) – 1980 [8]
- To všetko máj – Eva Kostolányiová (text Alexander Karšay) – 1975

## V
- V slovenských dolinách /V dolinách/ – Karol Duchoň (text Ľuboš Zeman) – 1976

## Z
- Závrať – Hana Zagorová (text Pavel Žák) – 1977[9]

## Ž
- Žijem – Ján Greguš a Metrum (text Pavol Jursa) – 1986